# Škoda Fabia RS Rally2
Škoda Fabia RS Rally2 – samochód rajdowy kategorii RC 2, klasy R5 (WRC2), który miał premierę 16 czerwca 2022 roku. Jest to auto bazujące na czwartej generacji Skody Fabii, które zastępuje poprzedni model rajowy - Škodę Fabię Rally2 evo.  W Rajdowych Mistrzostwach Świata zadebiutowała w sezonie 2023 w Rajdzie Monte Carlo. Wyposażony jest w silnik nowej konstrukcji bazujący na seryjnej jednostce 2.0 TFSI (EA888). Regulaminową pojemność osiągnięto poprzez skrócenie tłoka i powiększenie cylindrów. Tylną i boczne szyby wykonano z pleksiglasu, a pokrwy bagażnika i silnika oraz drzwi z włókien lekkich. Kierowcę i pilota chroni klatka bezpieczeństwa zbudowana z 35,8 metrów bezszwowych rur ze stali chromowo-molibdenowej.

## Dane techniczne[1][2][3]
- Nadwozie - 5-drzwiowe
- Pojemność skokowa – 1620 cm³
- Moc maksymalna – ok. 289 KM
- Przyspieszenie 0-100 km/h – ok. 3 s
- Maksymalny moment obrotowy - 430 Nm
- Skrzynia biegów - sekwencyjna, pięciobiegowa
- Napęd 4×4, przekazywany za pomocą dwóch blokowanych mechanicznie mechanizmów różnicowych
- Zbiornika paliwa z kompozytu węglowo-kewlarowego – 82,5 l
- Sprzęgło sterowane hydraulicznie
- Koła: asfalt 8’x18’/szuter 7’x15’
- Tarcze hamulcowe na asfalt przód 355 mm, tył 300mm, szuter przód i tył 300 mm
- Silnik turbodoładowany, czterocylindrowy, z bezpośrednim wtryskiem paliwa
- Zawieszenie - kolumny McPhersona z przodu i z tyłu